# Cyclotelus socius
Cyclotelus socius är en tvåvingeart som beskrevs av Walker 1850. Cyclotelus socius ingår i släktet Cyclotelus och familjen stilettflugor. Inga underarter finns listade i Catalogue of Life.